# 謝煌
謝煌，號雨生，江西省宜黃縣邑北人。清朝政治人物，進士出身。

## 生平
謝煌於道光十七年（1837年）成丁酉科拔貢，朝考二等一名，以七品小京官用，抽籤分配兵部任職。道光二十三年（1843年）癸卯科中順天鄉試，二十七年（1847年）成丁未科張之萬榜二甲第二十四名進士，即補主事，派充兵部武選司總辦，則例館提調，奏補武選司主事，陞兵部職方司員外郎，京察成績一等，陞任郎中，記名御史。後來京察再次一等，用為江南道監察御史，授湖南糧儲道，兼署湖南按察使司。
同治年間曾總纂《宜黃縣志》。光緒初年總纂《撫州府志》。

## 家族
父謝階樹為嘉慶十三年（1808年）榜眼。